# The Orcadian
The Orcadian es el periódico más antiguo de las Islas Orcadas, Escocia, publicado por primera vez en 1854. En primer lugar  era un boletín mensual, que pronto se convirtió en un semanario. Se produce en Kirkwall y sale cada jueves.